# I promessi sposi (film 1941)
I promessi sposi è un film del 1941 diretto da Mario Camerini, basato sull'omonimo romanzo di Alessandro Manzoni.
Dopo cinque pellicole prodotte durante l'epoca del cinema muto, questo kolossal fu la prima trasposizione cinematografica sonora del romanzo di Manzoni, realizzata con grande dispiego di mezzi da parte della casa produttrice Lux Film.

## Trama
Nel 1628, in una località situata sul Lago di Como, il signorotto Don Rodrigo pretende di sedurre la filatrice Lucia Mondella, promessa sposa di Renzo Tramaglino. Manda quindi i suoi bravi ad intimare al pavido Don Abbondio di non celebrarne le nozze ed a nulla vale l'intervento di padre Cristoforo. Renzo e Lucia tentano di sposarsi lo stesso, ma la cosa non riesce. Per sfuggire al pericolo, consigliati dal frate, i due giovani con la madre di lei, Agnese, fuggono dal paese natio.
Renzo arriva a Milano, possedimento spagnolo, proprio nel giorno in cui sono in corso tumulti contro la carestia. La sua ingenuità lo fa individuare come uno dei capi della rivolta; viene arrestato, ma riesce a fuggire ed a rifugiarsi presso suo cugino Bortolo nel Bergamasco, territorio della Repubblica di Venezia. Lucia viene ospitata presso un convento di Monza. Intanto Don Rodrigo, per il quale la questione è ormai diventata di principio, riesce a far trasferire lontano padre Cristoforo e chiede l'intervento dell'Innominato, uno spietato, potente e temuto capo banda, di cui è vassallo.
Per soddisfare la richiesta del suo sottoposto, l'Innominato, con la complicità della madre superiora del monastero ricattata dall'amante, fa rapire la giovane, che viene condotta al suo tetro castello. Qui, terrorizzata, Lucia fa voto di rinunciare a Renzo se potrà uscire salva. Le suppliche di Lucia riescono ad impietosire il suo rapitore, dando così il via alla sua conversione che avverrà nelle mani del cardinale Borromeo. Come primo atto di pentimento l'Innominato libera Lucia.
Intanto, a causa della guerra, la Lombardia è invasa dai Lanzichenecchi, che portano con sé la peste. L'epidemia dilaga ovunque e miete migliaia di vittime. Renzo, guarito dal contagio, rientra a Milano, dove ormai più nessuno si preoccupa di cercarlo. Nel lazzaretto, dove sono ricoverati gli appestati, ritrova padre Cristoforo. Costui lo porta a visitare il morente Don Rodrigo, a cui Renzo concede il perdono cristiano per tutte le sofferenze causate. Infine ritrova anche Lucia, che gli comunica il voto fatto. Ma padre Cristoforo la scioglie dall'impegno, non valido perché assunto in un momento di disperazione (e anche perché, afferma il frate, la ragazza non poteva offrire alla Madonna la volontà dell'uomo a cui si era promessa in sposa).
Renzo e Lucia potranno quindi sposarsi e, trasferitisi nel Bergamasco, vivranno finalmente una vita tranquilla allietata dalla nascita dei figli, rievocando le loro vicissitudini come una prova a cui sono stati sottoposti dalla Provvidenza.

## Produzione

### Contesto storico
In previsione del centesimo anniversario della pubblicazione della terza e definitiva stesura del romanzo furono in molti ad auspicare che il cinema italiano desse prova delle sue ritrovate capacità realizzative, portando sullo schermo il capolavoro del Manzoni, assieme ad altre importanti opere della letteratura italiana. L'idea aveva iniziato a circolare sin dal 1939, quando la Scalera aveva annunciato l'inserimento nei propri programmi produttivi di un film tratto dal Manzoni, con l'intenzione di presentarlo poi alla Mostra di Venezia dell'agosto 1940. Di questa riduzione fu incaricato Ugo Ojetti.
Il programma della Scalera non si concretizzò, ma l'idea rimase e fu ripresa un anno dopo dalla Lux Film. considerata «la più robusta tra le società produttrici italiane dell'epoca», impegnata nella produzione di colossal (nel 1941 realizza anche La corona di ferro di Alessandro Blasetti) nell'ambito di una cinematografia italiana che, dopo l'introduzione del "monopolio", vive un «clima di baldoria produttiva che circonda la gestione autarchica dei teatri di posa e dei circuiti».

### Genesi
La decisione di portare sullo schermo il romanzo suscitò molte discussioni:
(Silvano Castellani in Film, n. 14 del 5 aprile 1941)
Uno dei principali oppositori del progetto fu Massimo Bontempelli, che vi intravedeva un disincentivo alla lettura del romanzo:
(Massimo Bontempelli su Tempo del 9 giugno 1941)
Alle obiezioni di Bontempelli e degli altri contrari al film replicarono diversi critici. Tra questi Adolfo Franci, che esortò lo scrittore «a considerare il film come cosa assai diversa dal romanzo: bello o brutto il film di Camerini non toglierà al Manzoni un solo lettore». Molti rivendicarono la possibilità per il cinema di affrontare anche le prove più ardue:
(Mario Gromo, Primi piani, n. 11, novembre 1941)

### Sceneggiatura

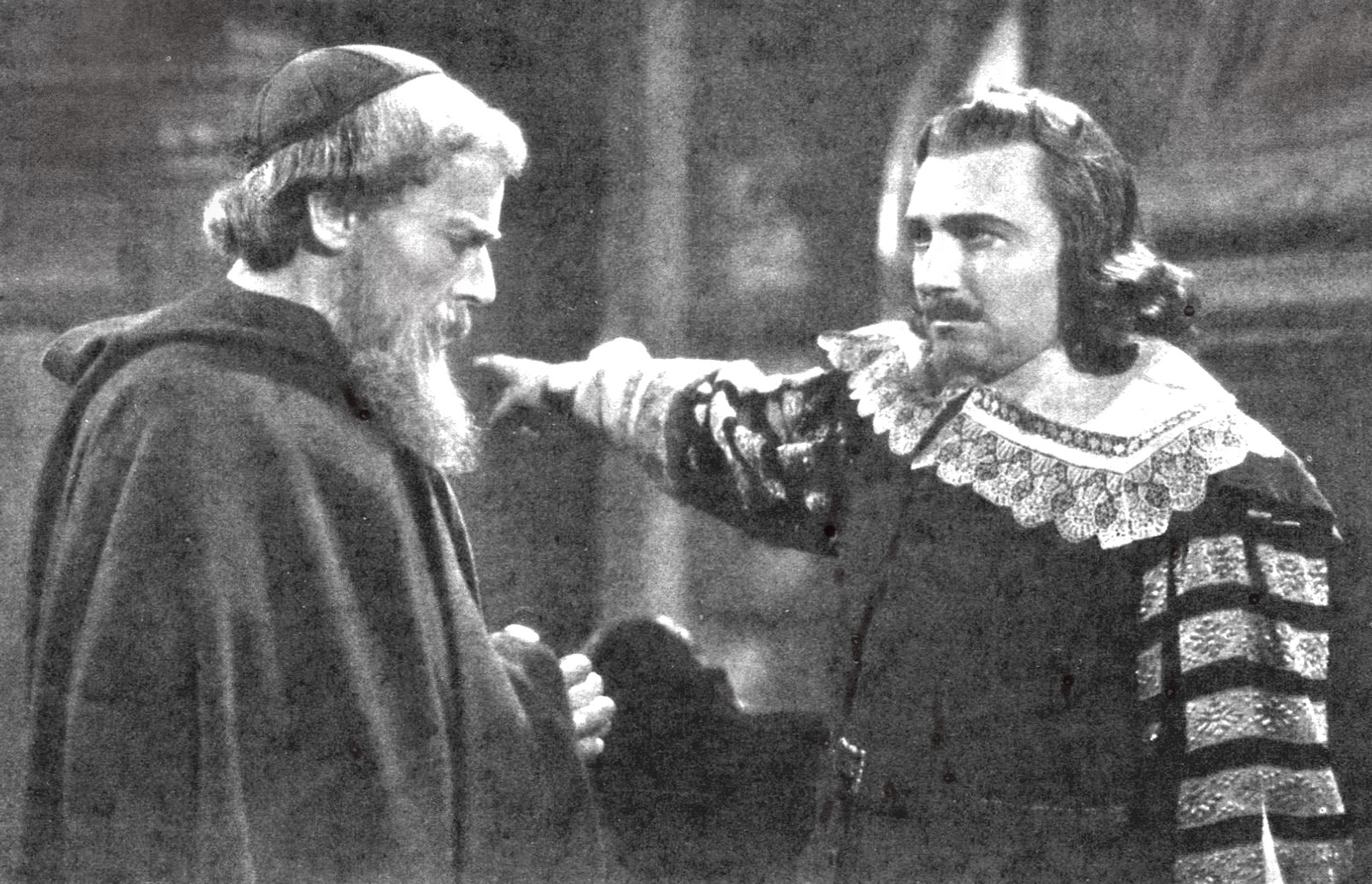
Luis Hurtado ed Enrico Glori sono padre Cristoforo e Don Rodrigo

La Lux aveva acquistato dalla Scalera la riduzione scritta da Ojetti e l'aveva consegnata a Camerini, ma il regista la considerò difficilmente trasferibile sullo schermo. Si diede quindi incarico per una nuova stesura ad un esperto come Ivo Perilli, che già aveva lavorato ai maggiori successi di Camerini sin dai tempi de Gli uomini, che mascalzoni! (1932), a cui si affiancò un giovane ventenne quasi esordiente, Gabriele Baldini.
Fu subito chiaro che, data la vastità della materia narrativa, alcune parti del romanzo sarebbero state sacrificate, anche se, come scrisse poi lo stesso Baldini «le varianti non sono molte né arbitrarie, dettate più dalle esigenze di economia del racconto cinematografico, che dal desiderio di variare il racconto». Numerosi episodi o personaggi del romanzo sono nel film assenti o appena accennati, il che rinfocolò le polemiche.
Tutto il lavoro di sceneggiatura fu sottoposto alla revisione di Emilio Cecchi, mentre Riccardo Bacchelli, cui era stata chiesta una collaborazione, rifiutò, perché anch'egli contrario a trasferire il romanzo nel cinema.

### Pre-produzione
Per rispondere ai dubbi ed alle critiche la produzione ricorse, nelle fasi preparatorie, a studiosi dell'opera manzoniana che garantissero la correttezza del lavoro. Fu quindi coinvolto il direttore della Accademia di Brera, Marino Parenti, che era anche il Conservatore del Centro nazionale di studi manzoniani, il quale ricordò che, ancora vivente il Manzoni, già il romanzo aveva avuto delle riduzioni, anche in musica, senza che l'autore se ne risentisse.
Furono interpellati anche monsignor Enrico Rodolfo Galbiati, prefetto della Biblioteca Ambrosiana e Guglielmo Pacchioni, direttore della Pinacoteca di Brera.
Gli autori della sceneggiatura si documentarono inoltre presso il Museo del Castello Sforzesco, dove fu consultata la raccolta di stampe Bertarelli, e presso la Galleria privata del principe Borromeo. Parenti seguì anche le successive fasi di lavorazione, pubblicando sul mensile Primi piani diversi articoli di commento al film.

### Riprese
Al termine della lunga fase di preparazione, le riprese del film iniziarono il 23 aprile 1941
Qualche difficoltà ci fu per individuare i luoghi in cui realizzare gli esterni. L'originaria idea di allestire il set nel Lecchese, dove Acquate ed Olate si contendevano il fatto di essere la località d'origine dei due sposi promessi, dovette essere abbandonata perché dai sopralluoghi emerse che le trasformazioni intervenute avevano reso quelle zone troppo "moderne". La scelta definitiva degli esterni cadde dunque nel Comasco: Limonta e Vassena (frazioni del comune di Oliveto Lario), Rezzonico (dove furono girate le scene della calata dei Lanzichenecchi) Brienno, Laino e a Sant'Anna, frazione del comune di Argegno, dove si "reclutarono" tra gli abitanti 1.500 comparse, utilizzate nelle scene delle folle che accorrono all'incontro con il cardinal Borromeo. Unica scena girata con attori fu il passaggio dell'Adda, con la presenza di Cervi.
In sostanza, quindi, le scene girate nelle località del romanzo furono abbastanza poche e quasi tutte "di massa", mentre molte di quelle ambientate all'esterno furono in realtà realizzate negli studi 4 e 5 di Cinecittà, lasciando indietro i passaggi in cui compariva Lucia.
La scena iniziale dell'incontro tra don Abbondio e i bravi, e quella del rapimento di Lucia a Monza, furono realizzate in esterno, ma nella zona dei Castelli Romani, nei pressi di Ariccia. Gastone Medin ricostruì a Cinecittà il Duomo di Milano a grandezza naturale come era nella prima metà del Seicento. Anche il Lazzaretto fu in parte allestito ex novo (il senso della prospettiva fu reso impiegando bimbi vestiti da adulti), e per tutto ciò venne impiegato un esercito di operai e carpentieri. Fu molto alto anche il numero delle comparse per le scene di massa: oltre a quelle impiegate nel comasco, furono centinaia quelle utilizzate a Cinecittà per le scene della sommossa milanese del pane, della processione e del Lazzaretto. Furono costruiti nei teatri di posa romani anche gli scorci urbani della Milano dell'epoca, nonché gli ambienti interni del monastero di Monza, del palazzo di don Rodrigo, del castello dell'Innominato e della canonica di don Abbondio.
Le riprese terminarono, dopo una lunga lavorazione di quasi sei mesi, nell'ottobre 1941.

### Censura
Benché il film di Camerini portasse sullo schermo uno dei capolavori della letteratura italiana, dovette comunque affrontare qualche difficoltà col regime. Infatti, oltre a rientrare nella malvista categoria dei film "in costume", si pose il problema se nel film si dovesse conservare il "lei" manzoniano o se invece si dovesse adottare il "voi" prescritto dalle direttive fasciste. Dopo che anche questo aspetto diede origine a discussioni, la questione fu decisa per il "voi", con dispetto dei puristi manzoniani.
Camerini, peraltro, trent'anni dopo sosterrà che I promessi sposi era in fondo un film "antifascista", in quanto rappresentava soprusi e violenze, senza che il regime, che ne caldeggiava la realizzazione, se ne rendesse conto.

### Interpreti

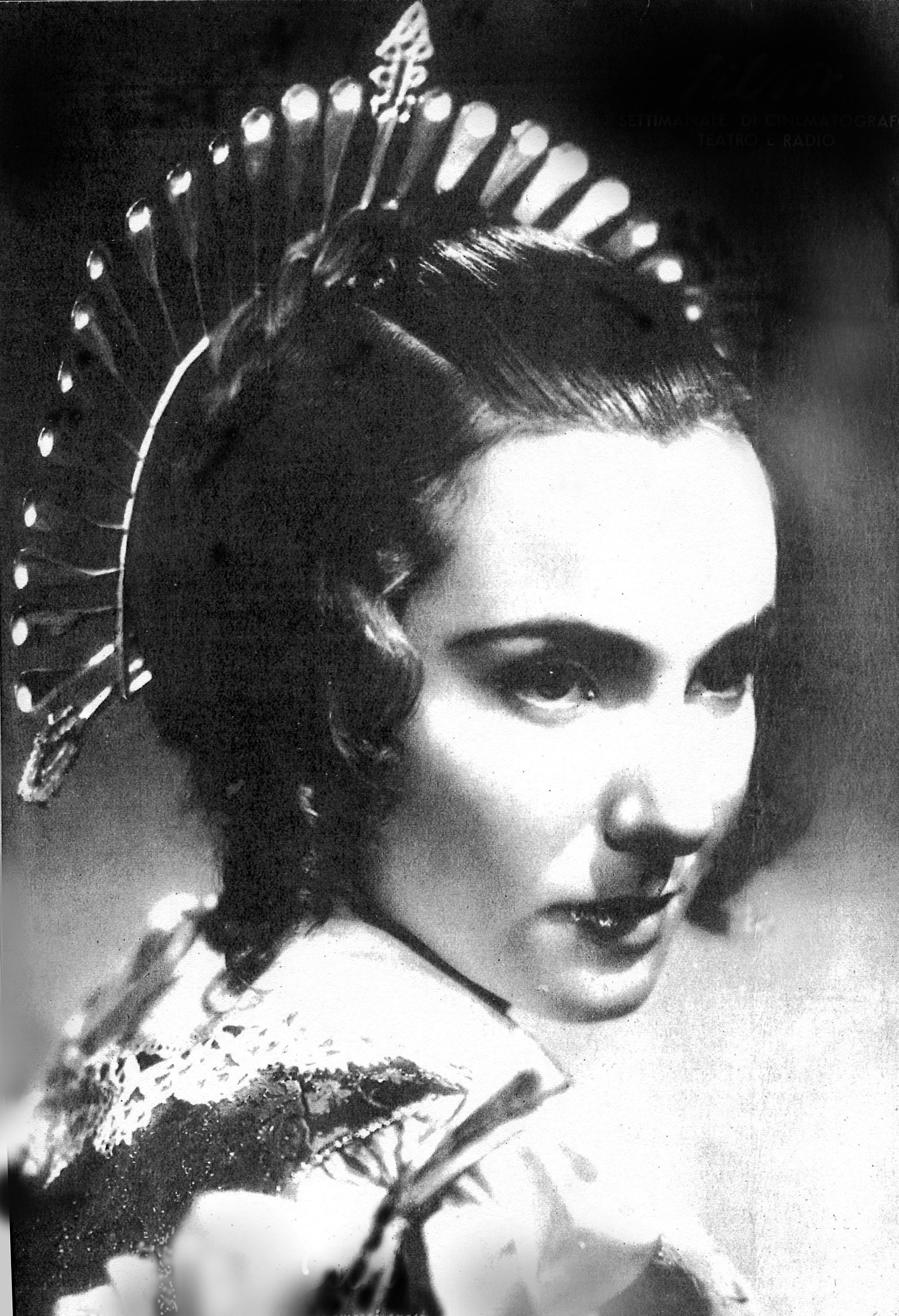
Dina Sassoli interpreta Lucia

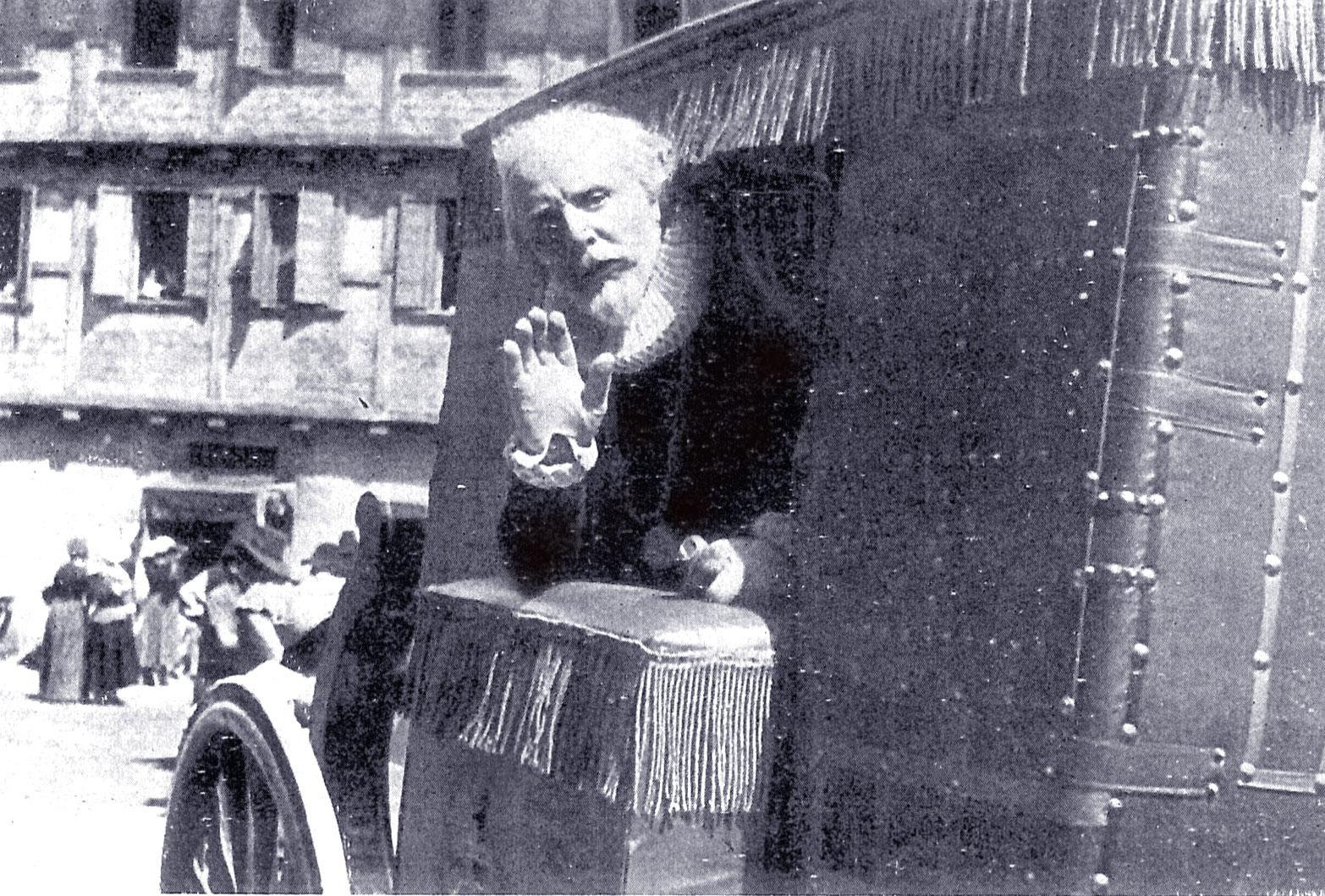
Enzo Biliotti è Ferrer, il gran cancelliere spagnolo di Milano durante la rivolta del pane

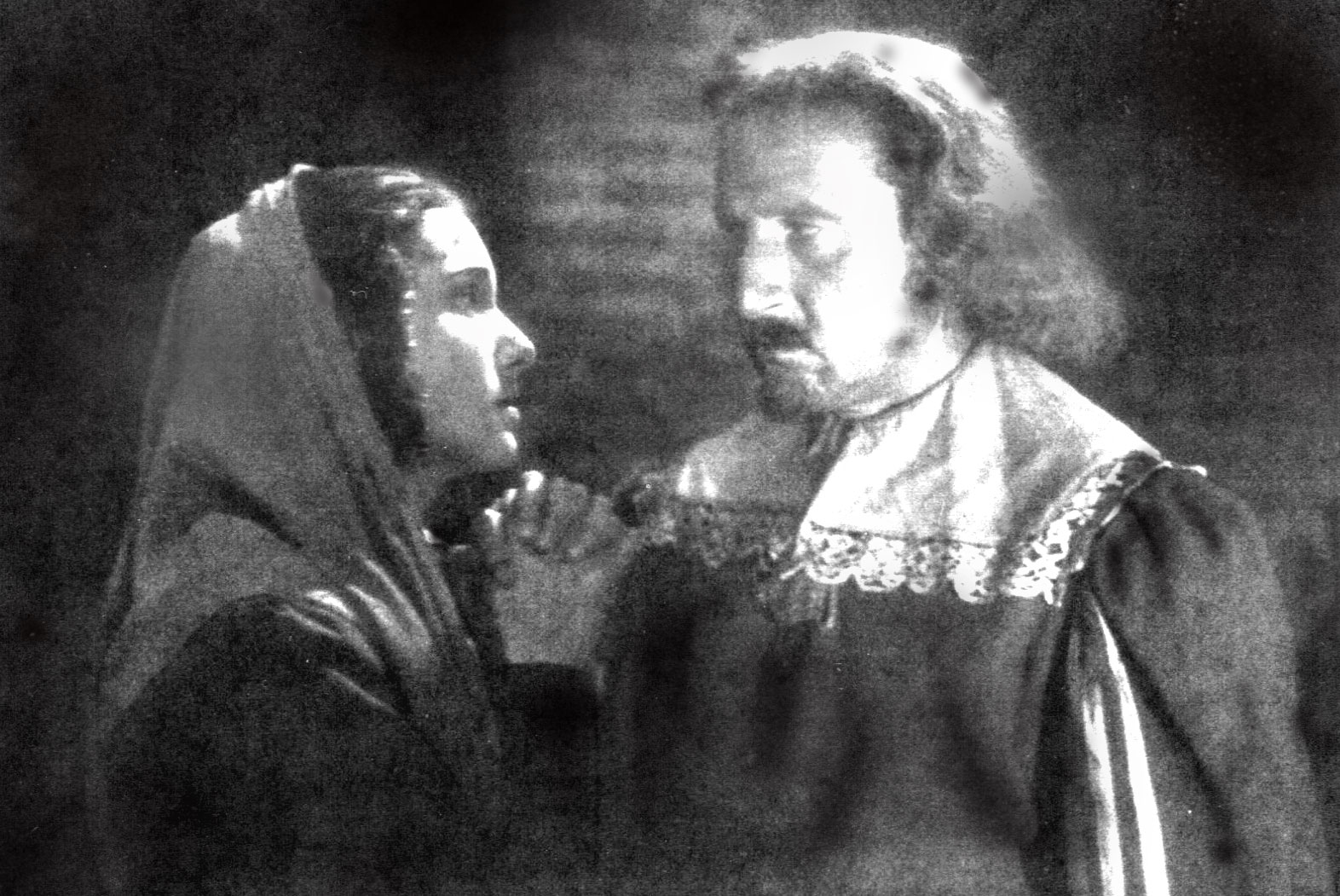
Dina Sassoli implora l'Innominato, interpretato da Carlo Ninchi

Il grande impegno produttivo contrassegnò anche la scelta degli interpreti principali che, in qualche caso, non fu facile. Mentre Gino Cervi, benché allora quasi quarantenne, fu quasi subito designato ad essere Renzo per esplicita scelta di Camerini, molti dubbi ci furono su altri ruoli. Per don Rodrigo si era pensato a Osvaldo Valenti, il "cattivo del cinema italiano", prima di indirizzarsi su Enrico Glori. Dubbi anche su Falconi, ritenuto troppo brillante per esprimere il carattere vile di don Abbondio. Le difficoltà maggiori si ebbero però nella scelta dell'interprete di Lucia. Scartata l'ipotesi iniziale di attribuire il ruolo ad Assia Noris, troppo identificabile con personaggi "sofisticati" e che lei stessa rifiutò e sventato il tentativo di imporre al regista Miria di San Servolo-Petacci, la produzione decise,di lanciare un concorso per un volto nuovo, secondo una prassi allora in voga.
La Lux fu travolta da una valanga di 2.324 candidature.
(Mario Camerini)
Tra queste ne furono selezionate solo 150 e successivamente in 14 furono invitate a Roma per un provino. Ma alla fine nessuna fu ritenuta idonea, ed il concorso finì col nulla di fatto. Mentre il tempo di lavorazione passava, a fine giugno le notizie dal set del film non fornivano alcun nome quale interprete di Lucia. Fu a quel punto che emerse il nome di Dina Sassoli, che in un primo tempo era stato scartato ma che, pur non avendo partecipato al concorso, aveva fatto un convincente provino con Renato Castellani. Per questa giovane attrice quasi esordiente, tale ruolo fu la definitiva consacrazione, pur condizionando negativamente la sua futura carriera:
(Dina Sassoli in Cinecittà anni Trenta)

### Cast tecnico

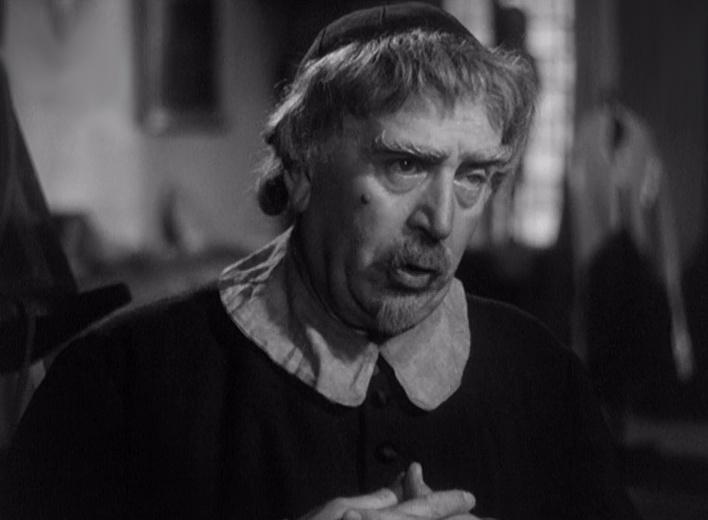
Armando Falconi è il pavido Don Abbondio

Il film di Camerini poté avvalersi anche dei contributi tecnici dei più importanti professionisti dell'epoca, in particolare per la musica ed i costumi. Per la colonna sonora fu persino coinvolto il compositore di scuola neoclassica Ildebrando Pizzetti, che molto raramente e solo nei casi eccezionali di altri kolossal come Cabiria o Scipione l'Africano, aveva lavorato per il cinema.
I costumi furono affidati a Gino Carlo Sensani, che per la loro realizzazione si documentò presso diverse fonti: dagli arazzi raffiguranti la battaglia di Pavia, custoditi presso il Museo di Capodimonte (per la calata dei Lanzichenecchi), alle cere di Gaetano Zumbo per le scene del lazzaretto, oltre ad altre opere storiche. Particolare fonte di ispirazione furono anche le opere del Gonin, che aveva illustrato, su incarico dello stesso Manzoni, la 2ª edizione del romanzo.

## Accoglienza
Data la sua importanza, il film fu presentato con ben due prime: a Roma il 19 dicembre 1941 ed a Milano il 22 dicembre 1941, ed ottenne critiche quasi unanimemente positive, diventando anche uno straordinario successo economico.

### Risultato commerciale
In base ai dati disponibili, con un introito di circa 18 milioni e mezzo di lire dell'epoca, I promessi sposi di Camerini fu il film campione d'incasso al botteghino della stagione 1941-1942. Nessun'altra pellicola italiana, infatti, riuscì in quell'annata a far registrare un introito superiore (Bengasi di Augusto Genina, con circa 16 milioni, e La cena delle beffe di Alessandro Blasetti con circa 13 milioni, furono le pellicole con il secondo e terzo incasso). Lo straordinario successo di pubblico fu registrato anche dai critici contemporanei che descrissero scene di folla che a Milano si accalcava all'ingresso della sala, mentre a Roma la pellicola realizzò la straordinaria tenitura di ben 41 giorni consecutivi nelle sale di prima visione.

### Critica contemporanea

Il cardinale Borromeo, interpretato da Ruggero Ruggeri, riceve la conversione dell'Innominato

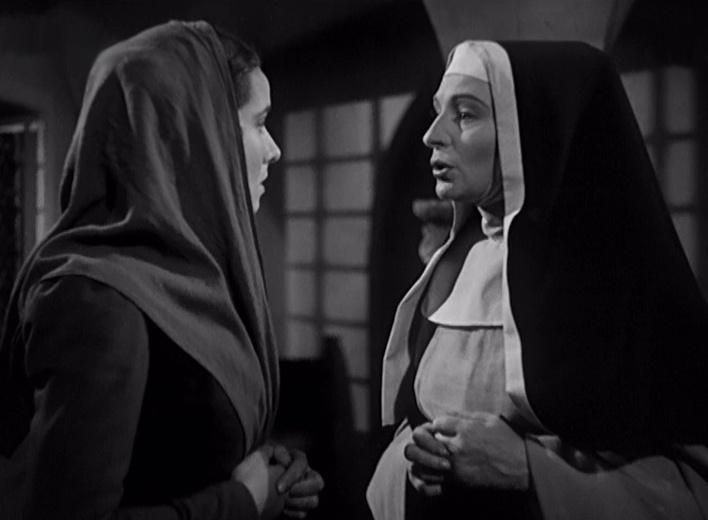
Dina Sassoli con Evi Maltagliati, interprete della Monaca di Monza

I giudizi della critica sul film di Camerini furono quasi tutti positivi e, in qualche caso, entusiasti:
(Diego Calcagno, Film, n. 52 del 27 dicembre 1941)
(Gino Visentini, Oggi del 3 gennaio 1942)
Non mancò qualche cenno a quanto si era dovuto sacrificare:
(Filippo Sacchi, Il Corriere della sera, 24 dicembre 1941)
Nonostante le riserve dovute all'inevitabile compressione o eliminazione di tanti episodi o personaggi, il panorama critico fu quasi unanime nell'apprezzare il modo con cui il romanzo era stato trasferito nel cinema.
(Mario Gromo, La Stampa del 25 dicembre 1941)
Tra tanti apprezzamenti, una voce dissenziente fu quella di Cinema, il cui giudizio, redatto dal futuro regista Giuseppe De Santis, mise in evidenza taluni difetti del film:
(Giuseppe de Santis, Cinema n. 133 del 10 gennaio 1942 del quindicinale)
Tutti i critici, senza eccezioni, lodarono comunque l'interpretazione degli attori e, in particolare, quella di Lucia da parte della Sassoli, che, secondo il Corriere della Sera «classifica questa attrice tra le nostre migliori», o, secondo lo studioso Parenti risulta «indimenticabile».

### Critica successiva

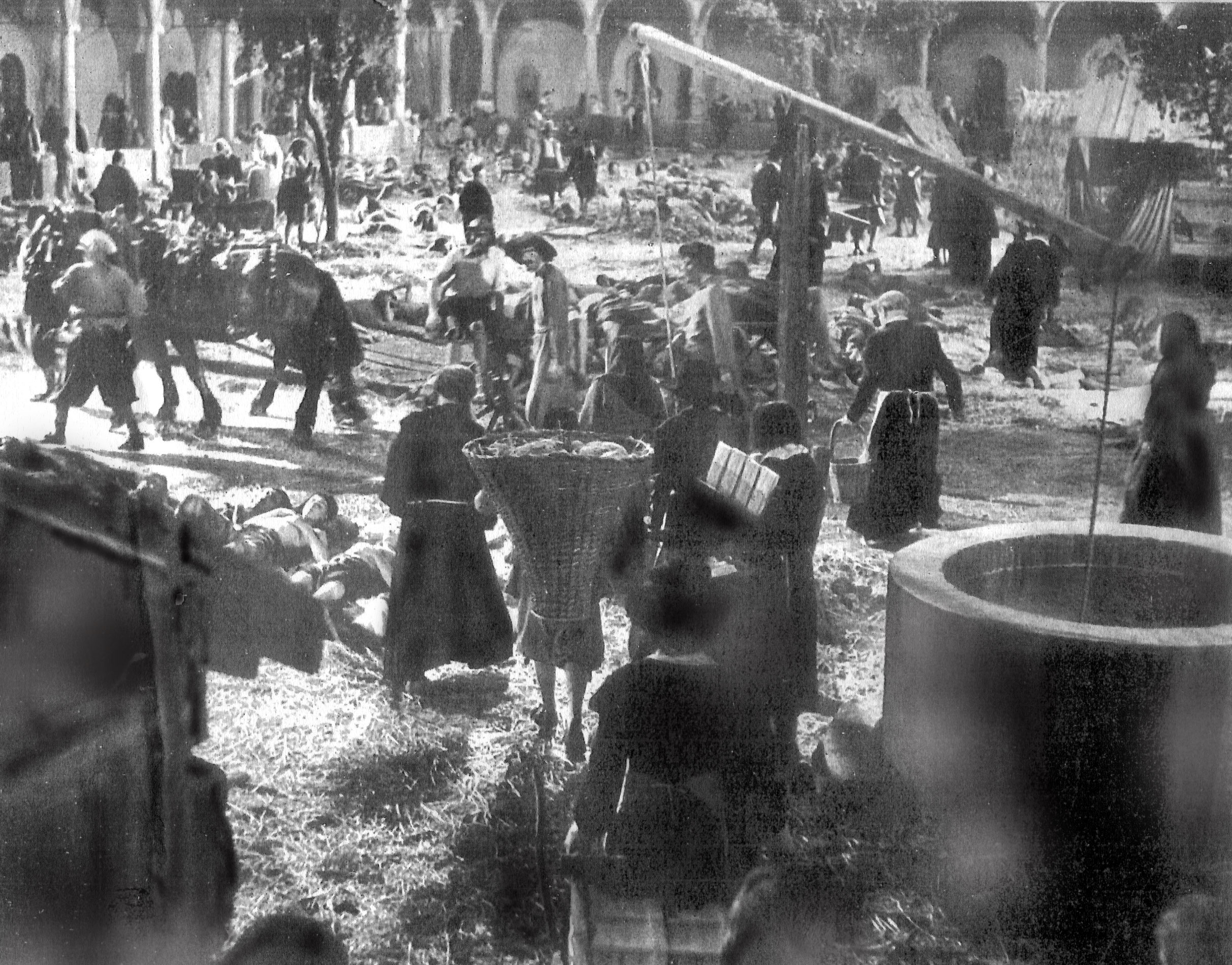
Scene del Lazzaretto durante la peste, ricostruito negli studi di Cinecittà

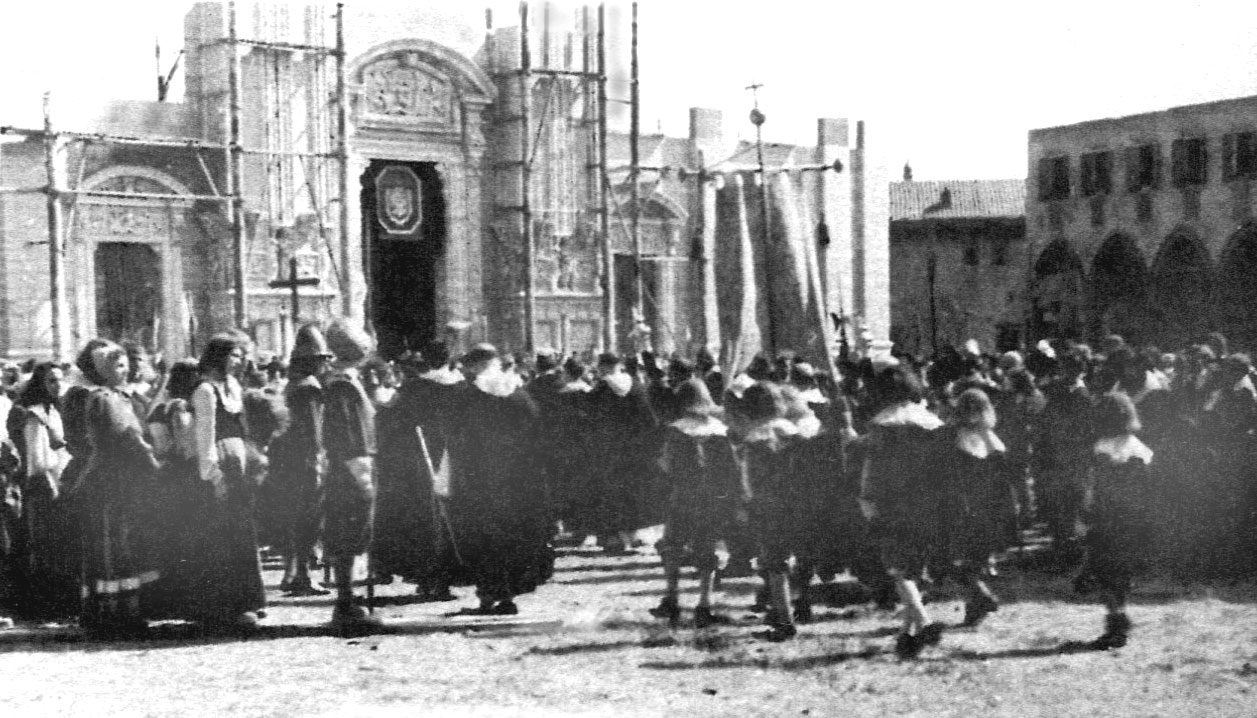
Per la scena della processione milanese fu appositamente ricostruita in grandezza naturale la facciata del Duomo di Milano com'era nel Seicento.

Col passare degli anni i giudizi sul film cambiarono ed il quasi unanime apprezzamento lasciò il posto a valutazioni meno lusinghiere.
(Giorgio Bassani in Le parole preparate edito da Einaudi, Torino, 1966, pag. 55)
(Gianni Rondolino, op. cit. in bibliografia, vol. II, pag. 345)
(Gian Piero Brunetta, op. cit. in bibliografia, pag 488)
(Il Mereghetti)

### Riconoscimenti
Alla Mostra di Venezia del 1942, l'ultima prima che l'Italia venisse travolta dalla guerra, Mario Camerini fu premiato per I promessi sposi quale miglior regista italiano della stagione 1941-1942.